# Еззатоллах Акбарі
Еззатоллах Акбарі (перс. عزت‌الله اکبری زرین‌کلایی; нар. 20 серпня 1992) —  іранський борець вільного стилю, срібний призер чемпіонату світу, срібний призер Азійських ігор, переможець Кубку світу.

## Життєпис
Боротьбою почав займатися з 2001 року.
Виступав за борцівський клуб «Джаван», Сарі. Тренери — Мехді Резе Калантері, Амір Таваколян.

## Спортивні результати на міжнародних змаганнях

### Виступи на Чемпіонатах світу
| Змагання                        | Збірна | Вагова категорія          | Місце  |
| ------------------------------- | ------ | ------------------------- | ------ |
| Чемпіонат світу з боротьби 2013 | Іран   | вільна боротьба, до 74 кг | Срібло |

### Виступи на Азійських іграх
| Змагання                        | Збірна | Вагова категорія          | Місце  |
| ------------------------------- | ------ | ------------------------- | ------ |
| Азійські ігри 2014              | Іран   | вільна боротьба, до 74 кг | Срібло |
| Азійські ігри в приміщенні 2017 | Іран   | вільна боротьба, до 86 кг | Золото |

### Виступи на Кубках світу
| Змагання                    | Збірна | Вагова категорія          | Місце  |
| --------------------------- | ------ | ------------------------- | ------ |
| Кубок світу з боротьби 2013 | Іран   | вільна боротьба, до 74 кг | 15     |
| Кубок світу з боротьби 2014 | Іран   | вільна боротьба, до 74 кг | Золото |

### Виступи на інших змаганнях
| Змагання                                | Збірна | Вагова категорія          | Місце  |
| --------------------------------------- | ------ | ------------------------- | ------ |
| Кубок Тахті 2014                        | Іран   | вільна боротьба, до 74 кг | Бронза |
| Турнір Яшара Догу 2015                  | Іран   | вільна боротьба, до 86 кг | 7      |
| Всесвітні ігри військовослужбовців 2015 | Іран   | вільна боротьба, до 74 кг | Бронза |